# Delbar Nazari
Delbar Nazari (Khulmi, Provincia de Samangán, 1958-Canadá, 14 de agosto de 2024) fue una política afgana, ministra de Asuntos de la Mujer (2015-2021).

## Biografía
Era originaria del distrito de Kholm, en la provincia de Balkh. Se graduó en el Centro de Formación de Profesores de Balkh y se licenció en Relaciones Internacionales en la Universidad de Kabul.
Fue maestra y directora de la escuela secundaria Naeem Shahid en Samangan (Afganistán); trabaja además para la asociación   Oxfam y Unicef en sus programas sobre  los derechos de las mujeres. Fue miembro de la Cámara Popular de Samangan de 2005 a 2010. También trabaja en el departamento del Ministerio del Interior en el desarrollo de la cédula nacional de identidad electrónica.
Fue nombrada por el equipo de Abdullah Abdullah en el gobierno de unidad nacional  y nombrada Ministra de Asuntos de la Mujer en abril de 2015, una de las cuatro mujeres nombradas en ese momento. El hermano de Nazari trabaja como consejero ministerial.
El 13 de julio de 2016, se presentó a la cámara baja un voto de censura contra Nazari, acusándole de corrupción e ineficacia profesional, una de las muchas mociones de este tipo contra los ministros, pero la votación es rechazada.
En octubre de 2016, participó en un panel de mujeres en el programa Open Jirga de la BBC, para debatir cuestiones de igualdad, a pesar de los bombardeos y ataques en la ciudad el día anterior. El 13 de diciembre de 2016, Nazari dice a los periodistas que más del 87% de las mujeres en Afganistán no se sienten seguras: "La privación causa muchas amenazas para las mujeres en todo el país". Su ministerio registró más de 4 000 casos  de violencia contra la mujer en los nueve meses anteriores.
El 16 de marzo de 2018 pronunció un discurso ante las Naciones Unidas durante el 62 período de sesiones de la Comisión de la Condición Jurídica y Social de la Mujer.